# Julius Ringel
Julius Alfred Ringel (Völkermarkt, 16 de novembro de 1889 — Gmain, 10 de fevereiro de 1967) foi um general do Exército Alemão durante a Segunda Guerra Mundial.

## Primeira Guerra Mundial
Tornou-se oficial cadete no Exército Imperial Austro-Húngaro em agosto de 1909, e foi comissionado Leutnant em novembro de 1910. Apenas alguns dias antes da irrupção da Primeira Guerra Mundial, em agosto de 1914, ele foi promovido a Oberleutnant, e a promoção a Hauptmann veio em 8 de julho de 1917. Ringel serviu com a Gebirgs-Schützen-Regiment 2 participando de operações na Galícia e nos Alpes Italianos onde foi feito prisioneiro de guerra em 1918.

## Entreguerras
Após ser condecorado por serviço em combate com o Tiroler Kaiser-Jäger durante a guerra, Ringel ascendeu gradualmente às altas patentes no Exército Austríaco do pós-guerra, chegando a Major em 15 de maio de 1921 e Oberstleutnant em 15 de dezembro de 1932. Dois anos depois ele foi apontado chefe de estado-maior da 5ª (Gebirgs) Brigada de Montanha. Ringel foi um oficial extremamente condecorado, inclusive recebendo da Bulgária a Cruz da Ordem de São Alexandre com Espadas, no grau de Grande Oficial. Após o Anschluss, a anexação da Áustria pela Alemanha, ele teve sua patente confirmada pela Wehrmacht em 1938, e foi designado para a chefia de estado-maior da 3ª Divisão de Montanha.

## Segunda Guerra Mundial
Em setembro de 1939 foi transferido das tropas de montanha para a infantaria de linha, quando foi promovido à Oberst e recebeu a chefia de estado-maior da 268ª Divisão de Infantaria Bávara. Um mês depois recebeu seu próprio comando, o 266º Regimento de Infantaria. Em abril de 1940 ele retornou às tropas de montanha, juntando-se à recém-formada 5ª Divisão de Montanha em Salzburgo. Ao contrário de Ringel, a grande maioria dos soldados era, de fato, bávara. Em 1 de novembro ele foi promovido a Generalmajor e recebeu o comando da divisão.
Após intensivo treinamento nos Alpes Bávaros, onde se tornou parte do 2º Exército na defesa territorial alemã, em março de 1941 a divisão foi transferida para os Balcãs. Lá, teve papel importante na ruptura das defesas gregas da Linha Metaxas, após quatro dias de luta intensiva e repulsão de numerosos contra-ataques. Logo após, os homens de Ringel foram designados para uma das jogadas mais arriscadas da guerra: a invasão da ilha de Creta.
Uma vez mais as tropas de montanha de Ringel participaram de forma insubstituível, vindo em auxílio dos já cambaleantes paraquedistas durante a luta pelo aeródromo de Maleme, o ponto de virada de toda a batalha. Muitos dos soldados de montanha foram mortos quando um comboio de barcos de pesca que os levava à Creta foi interceptado pela Royal Navy.
Um desembarque posterior, sob fogo cerrado, em aeronaves de transporte Ju 52 no aeródromo de Maleme foi bem-sucedido, seguindo-se a perseguição das forças britânicas pelos Fallschirmjäger e Gebirgsjäger ao longo de toda a ilha, com os inimigos restantes se rendendo em 31 de maio de 1941. Em 13 de junho Ringel foi condecorado com a Cruz do Cavaleiro, e se tornou comandante militar provisório de Creta. Nessa época, também, ele ganhou das tropas o apelido de “Papa”, nome concedido somente aos comandantes mais adorados pelos soldados.
Após um descanso como tropas de ocupação na Noruega de setembro de 1941 a janeiro de 1942, Ringel e seus homens foram enviados ao front leste, para ajudar a conter a contra-ofensiva soviética de inverno. A divisão foi anexada ao 18º Exército, no Grupo de Exércitos Norte, entre o Lago Ladoga e Novgorod, no setor de Leningrado. As tropas de Ringel tomaram parte na captura de mais de 33.000 prisioneiros no Bolsão de Volkov, antes de serem empregados como “brigada de incêndio” em vários pontos críticos dos frontes de Leningrado e da Finlândia. Durante os 20 meses de combate no front norte da URSS, a 5ª Divisão de Montanha ganhou invejável reputação de firmeza na defesa e eficiência no ataque. Em reconhecimento aos feitos de sua divisão, Ringel foi promovido a Generalleutnant em 1 de dezembro de 1942.
Em meados de 1943 a divisão foi transferida para o front italiano, tomando parte na defesa da Linha Gustav como parte do 10º Exército. Em 25 de outubro de 1943, “Papa” Ringel foi condecorado com as Folhas de Carvalho da Cruz do Cavaleiro. Seus homens tomaram as posições da 305ª Divisão de Infantaria pouco antes do começo da Primeira Batalha de Cassino em janeiro de 1944, e logo depois alguns elementos foram enviados para conter o desembarque Aliado em Anzio, antes que toda a 5ª Divisão de Montanha fosse retirada para ajudar na defesa da Linha Gótica.
Ringel foi designado comandante do LXIX Corpo de Exército em abril de 1944, sendo movido rapidamente para o comando do XVIII Corpo de Montanha em junho, quando foi promovido a General der Gebirgstruppe. Ele deixou o front para se tornar comandante do XVI Distrito Militar em Salzburgo no fim de julho daquele ano.
Em fevereiro de 1945 uma das formações específicas montadas para defender o território austríaco do avanço do Exército Vermelho recebeu o título de “Korps Ringel”, ajudando a organizar a defesa da região de Steiermark. Em luta desesperada, os diversos grupos de batalha formados por Ringel conseguiram — ainda que temporariamente — parar o avanço soviético.
Apesar da absoluta superioridade numérica inimiga, os determinados soldados de montanha de Ringel seguraram cada palmo de território, e aquelas colinas permaneceram em mãos alemãs até o último dia da guerra na Europa. Embora tenha sido eclipsado pela propaganda alemã em favor de Eduard Dietl, Julius Ringel se mostrou um comandante de montanha extremamente hábil na Grécia, Rússia, Itália e Áustria, podendo ser considerando até mesmo superior à Raposa da Neve.

## Pós-guerra
Após a guerra, Ringel aposentou-se. Em 1956 publicou um relato de suas experiências de guerra, chamado Hurra die Gams. Julius Ringel faleceu em Gmain, na Baviera em 10 de fevereiro de 1967, anos 77 anos de idade.

## Patentes
- Leutnant: 1 de Novembro de 1910
- Oberleutnant: 1 de Agosto de 1914
- Hauptmann 1 de Julho de 1917): 7 de Julho de 1917
- Major: 15 de Maio de 1921
- Stabshauptmann: 27 de Novembro de 1923
- Oberstleutnant: 15 de Dezembro de 1932
- Oberstleutnant (Wehrmacht - com esta patente em 1 de Agosto de 1936): 1938
- Oberst: 1 de Fevereiro de 1939
- Generalmajor: 1 de Novembro de 1940
- Generalleutnant: 1 de Dezembro de 1942
- General der Gebirgstruppe: 1 de Junho de 1944[1]

## Condecorações
- Goldenes Parteiabzeichen in Gold (1941)
- Medalha da frente Oriental (1942)
- Ärmelband Kreta (1942)
- Cruz de Ferro 2ª (1939) e 1ª (1941) Classes
- Cruz de Honra (?)[1]
- Cruz de Cavaleiro da Cruz de Ferro (1941)[1]
- Folhas de Carvalho (1943)[1]
- Medalha da Anschluss (?)
- Medalha de Anexação dos Sudetos (?)
- Áustria - Ordem da Coroa de Ferro, 3ª Classe com Condecoração de Guerra, Espadas e barra de ouro (?)
- Medalha de Merito Militar (Áustria-Hungria)
- Medalha de Feridos da Áustria com duas listras (?)
- Karl-Truppenkreuz (?)
- Ordem de Saint Alexander com Espadas (4ª Classe)Bulgária (?)